# بني حسان (سيدي بوبكر)
بني حسان هي إحدى مشيخات المملكة المغربية، تتبع جغرافيا لإقليم الرحامنة وإداريًا لسيدي بوبكر. يقدر عدد سكانها بـ 20476 نسمة حسب الإحصاء الرسمي للسكان والسكنى لسنة 2004.